# Église Saint-Jean-Baptiste de Montréal
Pour les articles homonymes, voir Église Saint-Jean-Baptiste.
L'église Saint-Jean-Baptiste de Montréal est un édifice catholique située à Montréal, au 4237 avenue Henri Julien (au coin de la rue Rachel). Pouvant accueillir 2 800 personnes, elle est la plus vaste église de Montréal après la basilique Notre-Dame et l'Oratoire Saint-Joseph.

## Historique
En juin 1872, des propriétaires du Village Saint-Jean-Baptiste cèdent à l'archevêché de Montréal une vingtaine d'emplacements sur la rue Rachel. Une première église est construite en 1875 selon les plans d'Alphonse Raza. 
En 1880, à la suite d'un incendie ayant ravagé le quartier, les citoyens refusent de fournir une cotisation volontaire pour payer la construction de leur église. Leur refus oblige le Village de Saint-Jean-Baptiste à payer l'église, ce qui cause son naufrage financier et sa fusion rapide avec la Ville de Montréal.
Un incendie majeur détruit l'église en janvier 1898. Loin de se laisser décourager, la fabrique propose alors un concours aux architectes catholiques de la ville. C'est Joseph-Émile Vanier qui le remporte. La nouvelle église sera inaugurée en 1903. Elle pourra recevoir jusqu'à 3 200 fidèles et s'enrichit d'un orgue de la maison Casavant.

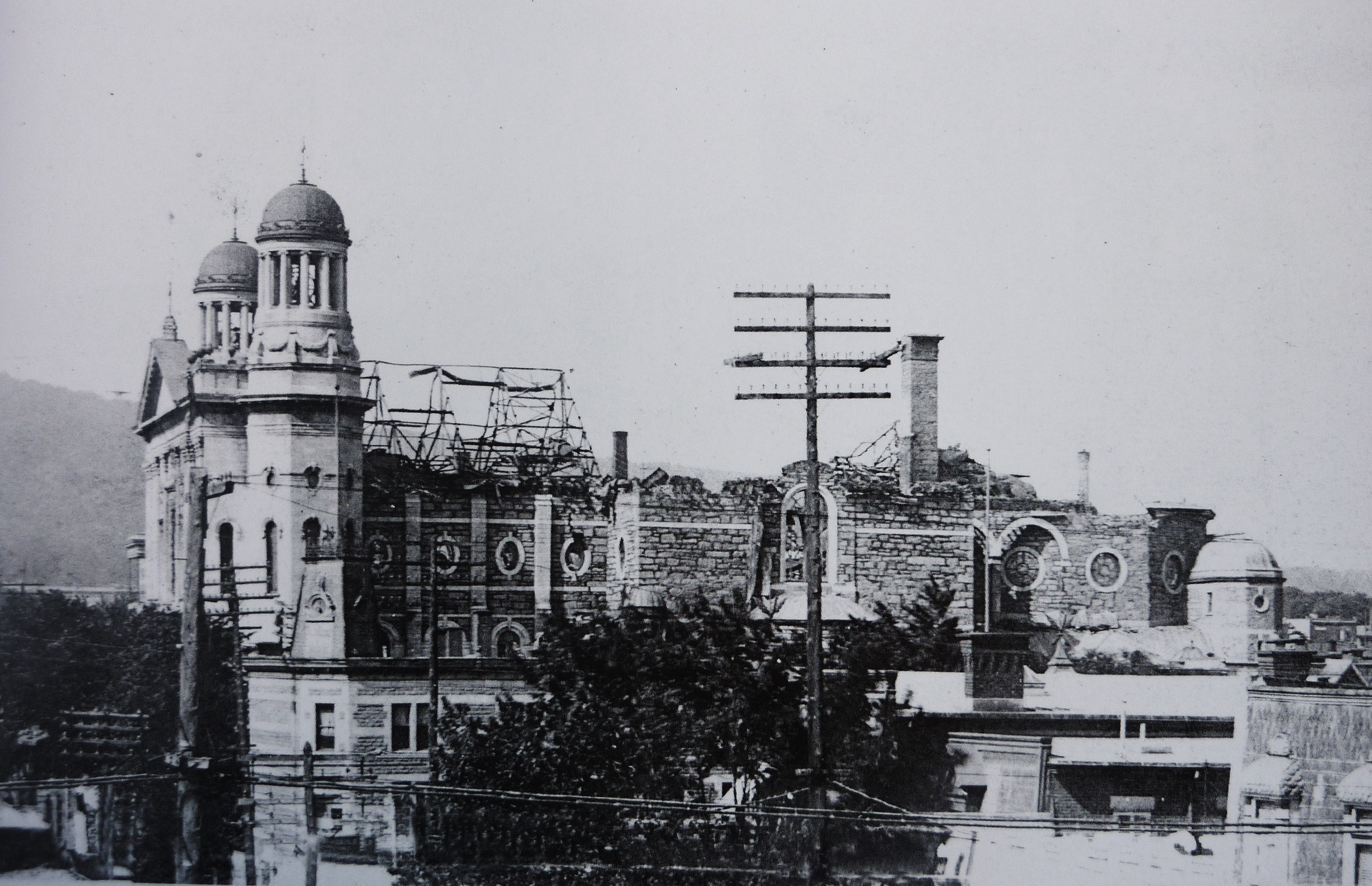
L'église après l'incendie de 1911

Le 27 juin 1911, l'église subit à nouveau un grave incendie. La finition intérieure, la toiture et la coupole disparaissent dans les flammes, et la partie haute des murs extérieurs est également endommagée.
Une nouvelle fois, un concours pour la reconstruction de l'église est lancé. Elle sera finalement confiée à l'architecte Casimir Saint-Jean. 
L'église prend donc sa forme actuelle en 1912. Le fronton est décoré d'un motif sculpté et est surmonté de cinq statues représentant le Christ et les quatre évangélistes. Deux autres statues de Saint-Pierre et de Saint-Paul sont installées dans les niches latérales.
La façade combine les influences néo-Renaissance et néo-classique, conçue par Vanier. Le décor intérieur est de son côté d'inspiration néo-baroque. Les lustres d'origine, la chaire ornementée, l'ébénisterie des bancs, des confessionnaux, des balustrades, l'ornementation architecturale en plâtre moulé, tout contribue au faste de cette église. Des vitraux de Guido Nincheri y ont été installés en 1932.
L'église Saint-Jean Baptiste a été rénovée en 1987 et cité site patrimonial par la Ville de Montréal le 19 septembre 1990. Des concerts y sont encore donnés régulièrement.

## Orgues
L'église Saint-Jean-Baptiste de Montréal est l'une des rares églises au Canada dotées de deux orgues pouvant favoriser la présentation d’œuvres qui demandent un orgue d’accompagnement imposant. Restauré en 1995 et 1996, le grand orgue de la tribune, l'Opus 615 du facteur d'orgues Casavant, est l’un des plus prestigieux instruments d’Amérique du Nord. 
L'église compte aussi un troisième orgue, plus modeste, installé à la Chapelle Saint-Louis attenante à la grande église.

## Galerie

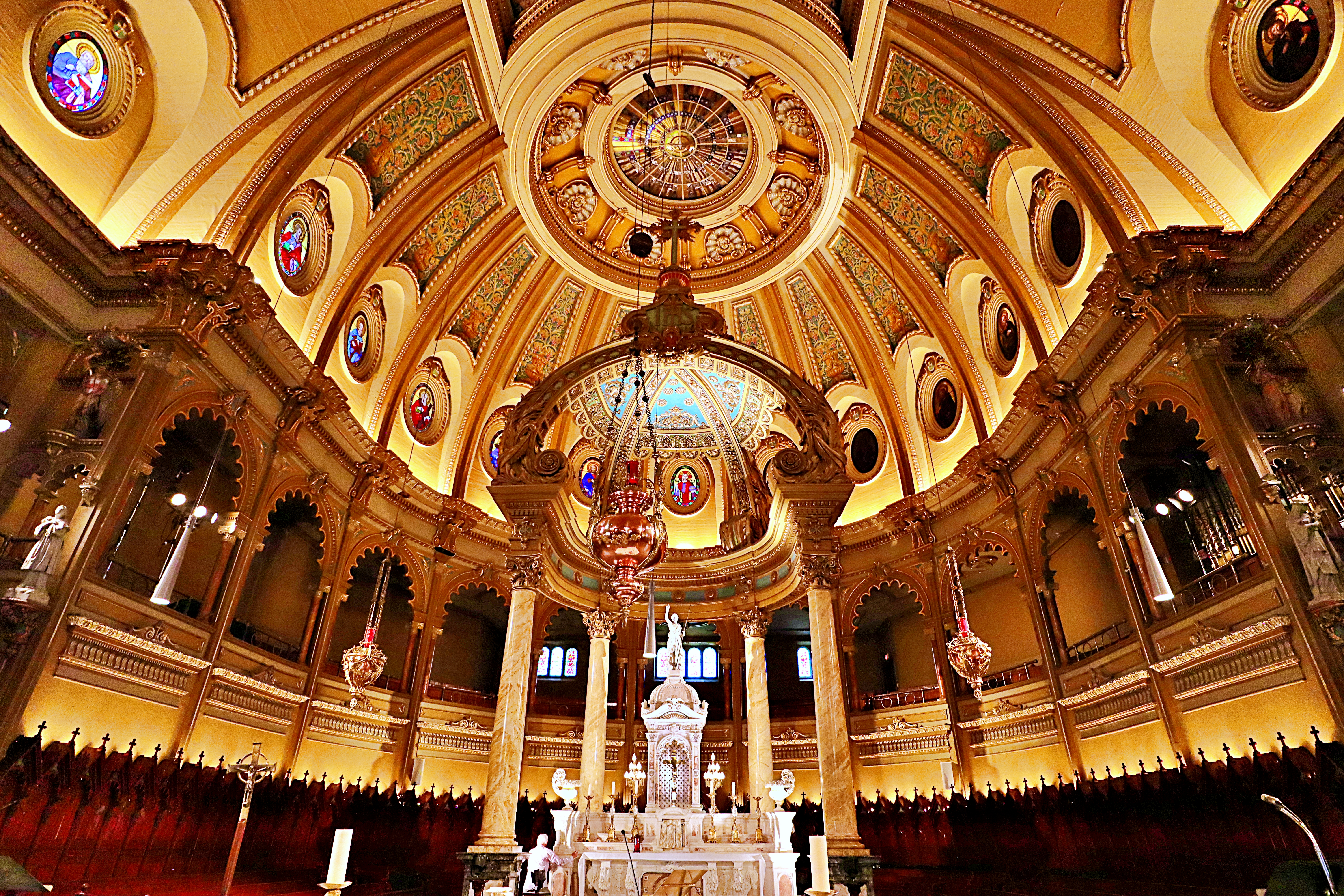
Chœur
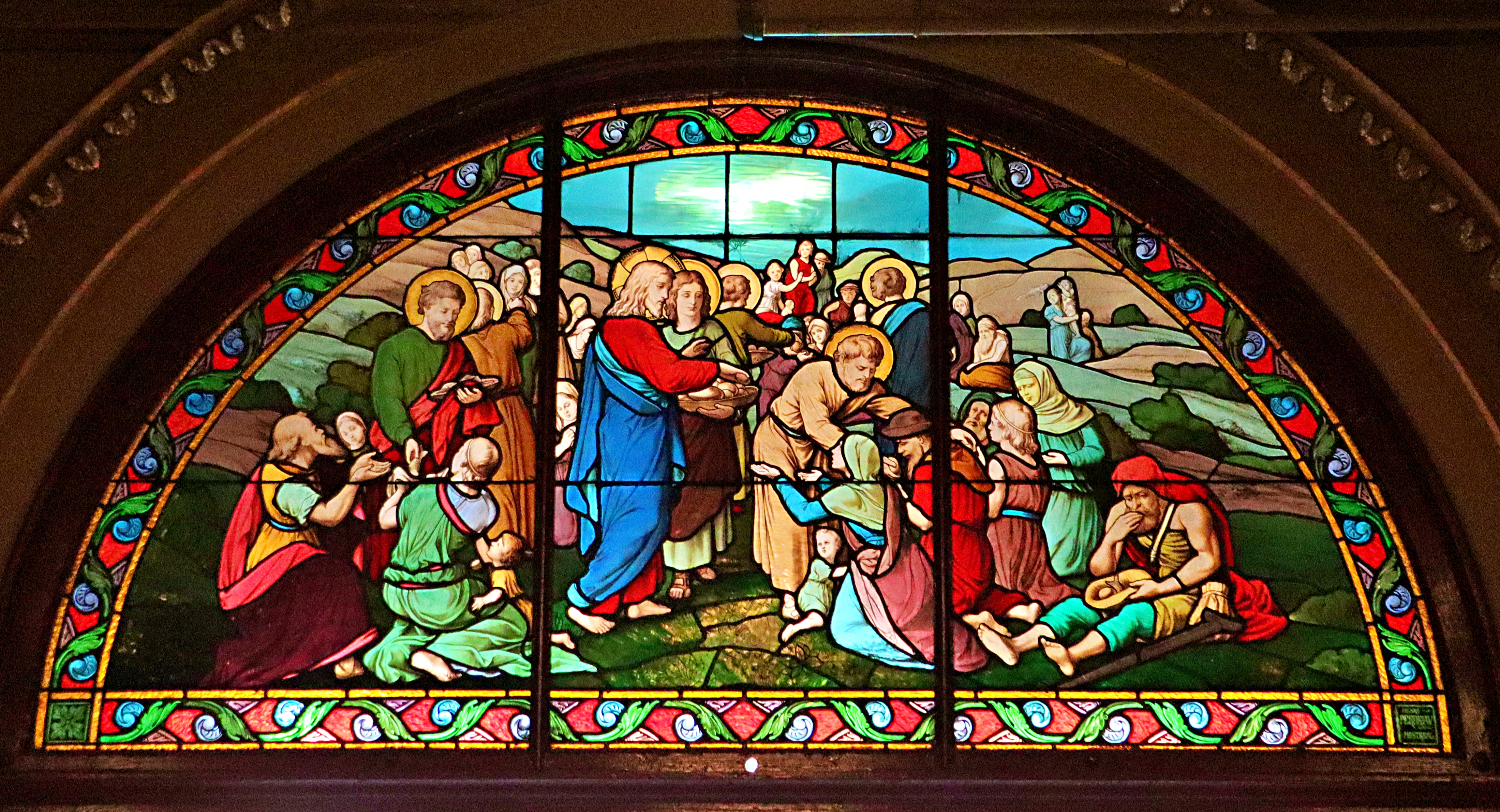
Vitrail de Nincheri
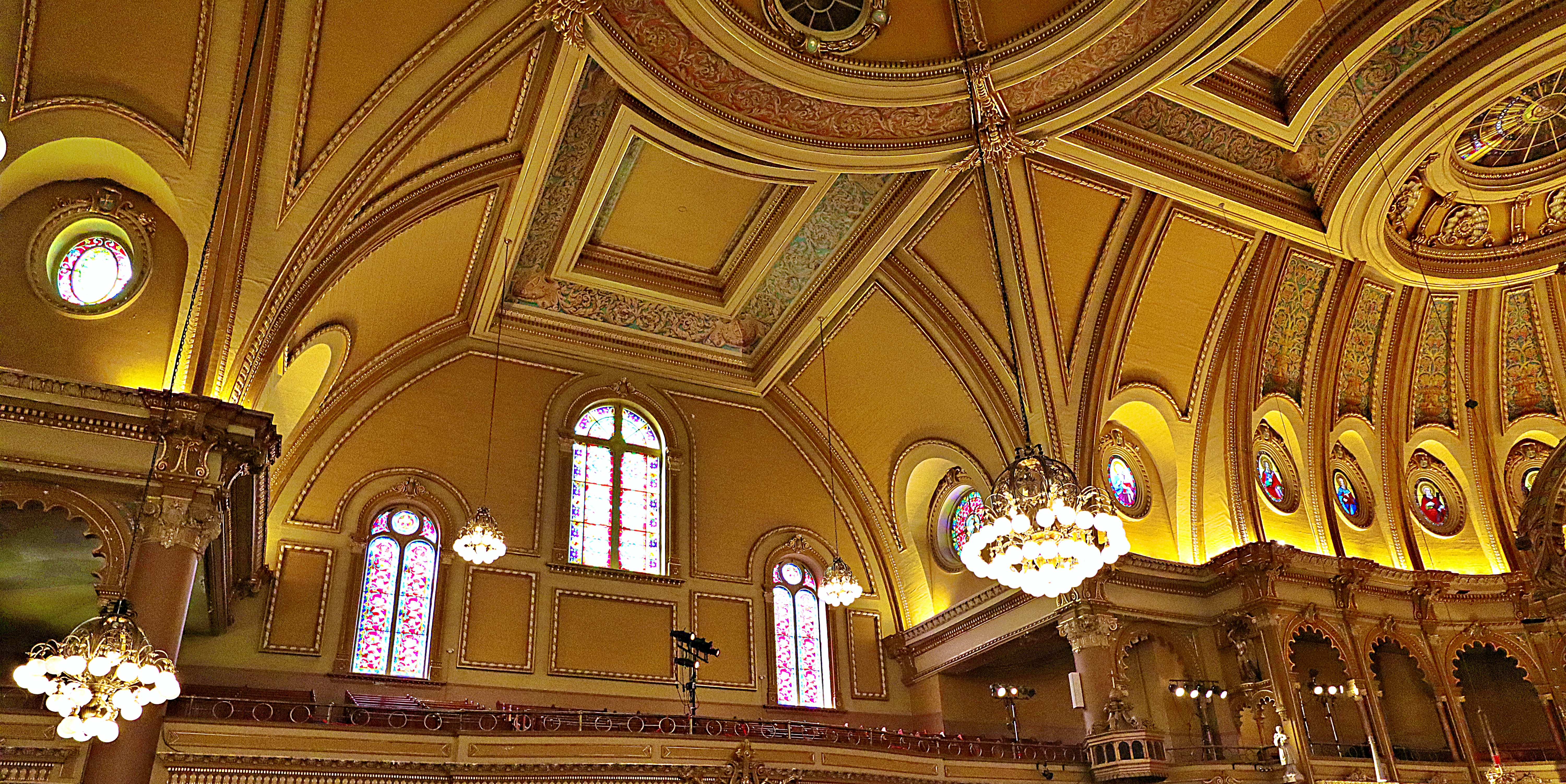
Balcon latéral
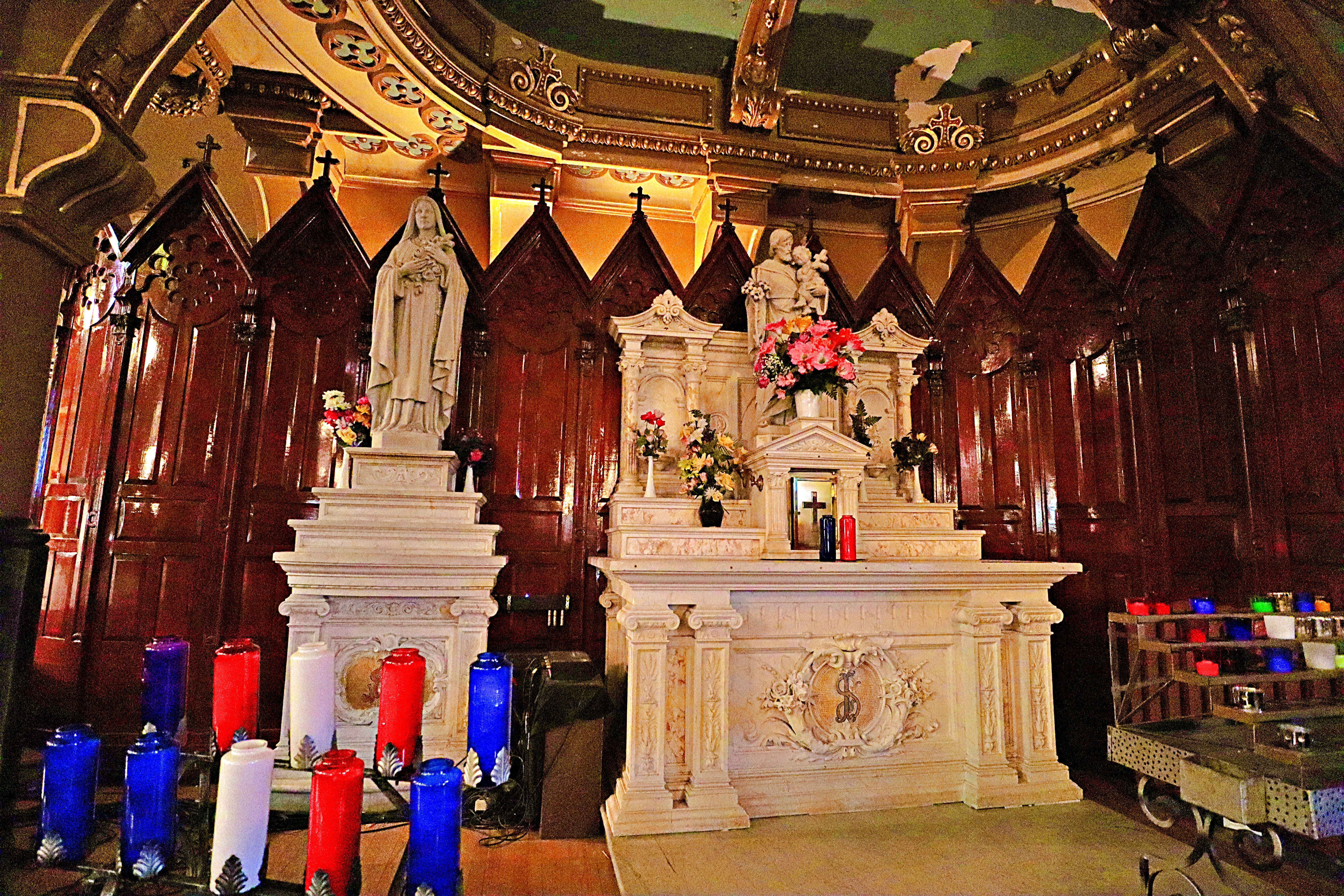
Chapelle latérale

### Articles liés
- Liste des établissements catholiques du Québec
- Liste du patrimoine religieux de Montréal